# Келколово
Келко́лово (рос. Келколово, фін. Kelkkula) — село в Кіровському районі Ленінградської області, Росія.